# 11119 Taro
11119 Taro è un asteroide della fascia principale. Scoperto nel 1996, presenta un'orbita caratterizzata da un semiasse maggiore pari a 2,4432446 UA e da un'eccentricità di 0,0956927, inclinata di 4,13218° rispetto all'eclittica.